# Gary Roughead

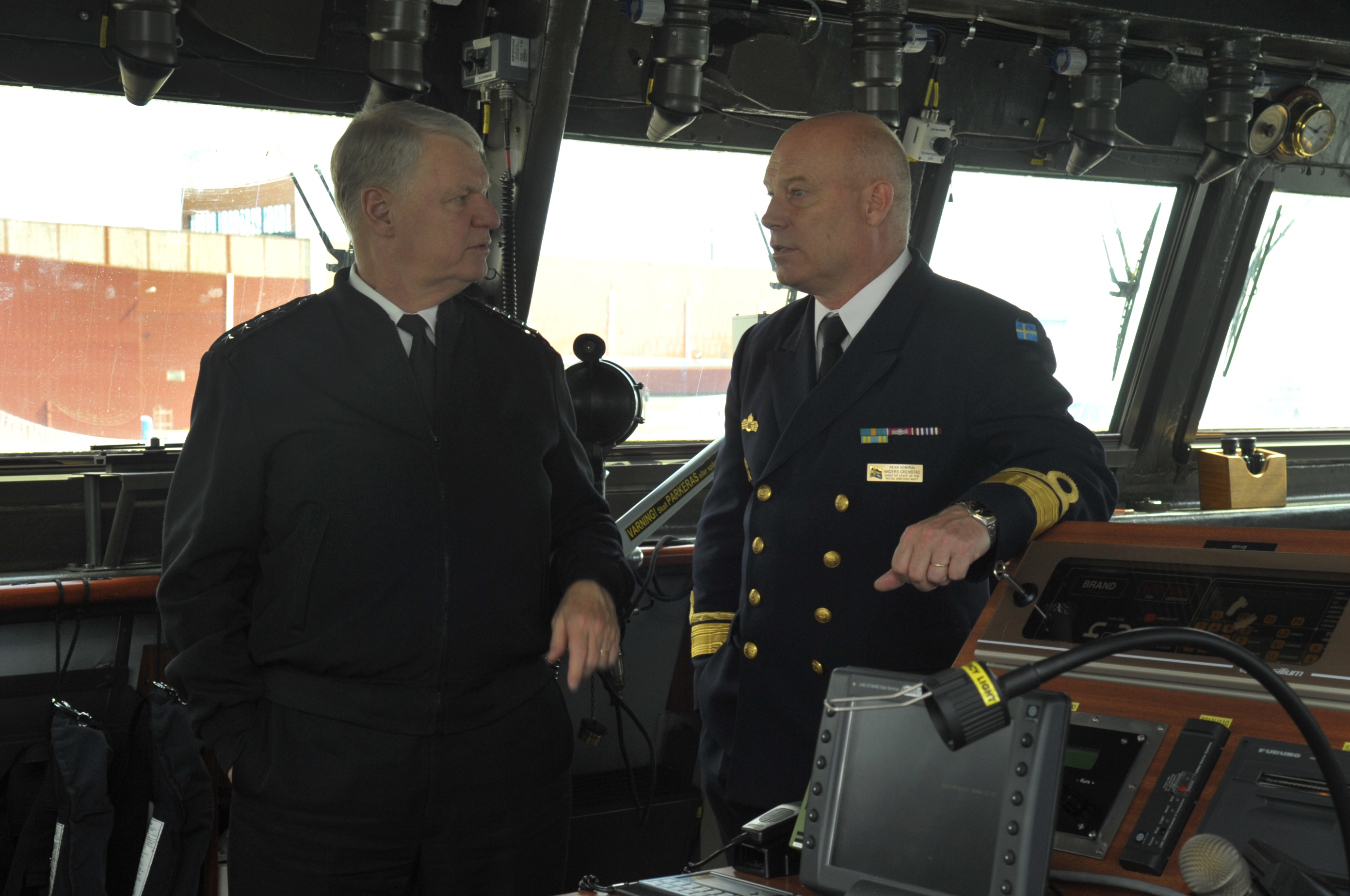
Gary Roughead (t.v.) i samspråk med svenske marininspektören Anders Grenstad (t.h.) ombord på HMS Nyköping den 19 augusti 2010.

Gary Roughead, född den 15 juli 1951 (Buffalo, New York, USA), är en pensionerad fyrstjärning amiral i USA:s flotta. Rougheads sista befattning i flottan var som Chief of Naval Operations, den högsta yrkesmilitära befattningen i USA:s flotta, från den 29 september 2007 till den 23 september 2011.
Roughead tog examen från United States Naval Academy, avgångsklass 1973. Han har tidigare fört befäl över både Stillahavsflottan (U.S. Pacific Fleet) och Atlantflottan (en:United States Fleet Forces Command).